# Dailymotion
Dailymotion é uma plataforma de compartilhamento de vídeos fundada em março de 2005 na França. Ela disponibiliza vídeos dos mais variados conteúdos aos seus usuários. É um dos mais acessados do mundo (121.ª posição quanto ao volume de dados). De acordo com dados fornecidos em novembro de 2006, o serviço recebia cerca de dezesseis milhões de acessos (visualizações de páginas) e nove mil vídeos diariamente.

## Versões
| País/região         | Sites                                               | Idioma           |
| ------------------- | --------------------------------------------------- | ---------------- |
| Estados Unidos      | www.dailymotion.com/us                              | Inglês           |
| Reino Unido         | www.dailymotion.com/gb                              | Inglês           |
| Canadá              | www.dailymotion.com/ca-en www.dailymotion.com/ca-fr | Inglês e francês |
| França              | www.dailymotion.com/fr                              | Francês          |
| Alemanha            | www.dailymotion.com/de                              | Alemão           |
| Áustria             | www.dailymotion.com/at                              | Alemão           |
| Espanha             | www.dailymotion.com/es                              | Espanhol         |
| Portugal            | www.dailymotion.com/pt                              | Português        |
| Brasil              | www.dailymotion.com/br                              | Português        |
| Itália              | www.dailymotion.com/it                              | Italiano         |
| Dinamarca           | www.dailymotion.com/dk                              | Dinamarquês      |
| Suécia              | www.dailymotion.com/se                              | Sueco            |
| Roménia             | www.dailymotion.com/ro                              | Romeno           |
| Polónia             | www.dailymotion.com/pl                              | Polonês          |
| Rússia (Fora do ar) | www.dailymotion.com/ru                              | Russo            |
| Grécia              | www.dailymotion.com/gr                              | Grego            |
| Turquia             | www.dailymotion.com/tr                              | Turco            |
| Japão               | www.dailymotion.com/jp                              | Japonês          |
| Coreia do Sul       | www.dailymotion.com/kr                              | Coreano          |
| China               | www.dailymotion.com/cn                              | Mandarim         |